# 黎懿宗
黎懿宗（越南语：／；1719年3月29日—1759年8月10日），名黎維祳（越南语：／），又名黎維禕、黎維，是越南後黎朝第二十三代君主，1735年—1740年在位。

## 生平
黎懿宗生於永盛十五年二月九日（1719年3月29日），是黎裕宗黎維禟第十一子，比侄兒黎顯宗還要小兩歲。他是鄭棡正室武氏玉源的從甥，自幼由武氏撫養于鄭王王府。龍德四年（1735年），兄長黎純宗去世，鄭王鄭以黎懿宗與先帝黎裕宗長相相似，擁立他繼位，改元永佑，以生日為春和聖節。
永佑六年（1740年）正月，鄭王太妃武氏玉源下令鄭杠退位，立鄭楹為鄭主。鄭楹認為黎純宗之子黎維祧是嫡子出身，理應繼承皇位。同年五月二十一日（1740年6月14日），在鄭楹的要求下，黎懿宗传位给侄子黎顯宗，改元景興，自己被尊為太上皇。
景興二十年閏六月十八日（1759年8月10日），黎懿宗去世，廟號懿宗，諡號溫嘉莊肅愷悌通敏寬洪淵睿徽皇帝。

## 評價
《大越史記全書》:「帝之得位也，以弟及兄。其禪位也，以叔還姪。天意人事，無容心焉。卒能光受崇稱，永享美謚，帝王豈偶然哉。」

## 家庭

### 兄弟
- 黎純宗 黎維祥
- 後廢帝（昏德公） 黎維祊（鄭氏所出）
- 黎維
- 黎維

### 子女
第十四子瑶郡公黎维袑。